# Nina Ricci
Maria Adélaïde Giuseppa Nielli, conocida como Nina Ricci (Turín, 14 de enero de 1883-París, 29 de noviembre de 1970) fue una diseñadora de moda y modista francesa de origen italiano. Su marca, impulsada por su hijo Robert Ricci, fue una de las más famosas en la alta costura de su época. 

## Biografía
Nacida en Turín, y llamada Nina por haber nacido el día de Santa Nina, su familia se trasladó a Florencia cuando ella tenía 5 años y dos años más tarde a Marsella en Francia. Su padre sin embargo murió pronto y quedó huérfana. A los 14 años empezó a trabajar como aprendiz en un taller de moda en París, del que fue directora a los 18 años al tiempo en que se casaba con Luis Ricci, un joyero florentino. A los 22 años era diseñadora jefa de taller. Se instaló entonces en Montecarlo con su marido y luego regresó a París. Cuando en 1905 nació su único hijo Robert ella creaba ya sus propios diseños que vendía a otras firmas, este hijo lo crio sola al enviudar a los 27 años.
Continuó en el mundo de la moda, en 1908 se incorporó a Casa Raffin, donde trabajó por 20 años, contaba con su propio departamento de costureras y talleres dentro de la organización, y luego se convirtió en socia de Raffin. Asimismo vendía sus patrones a modistas y costureras por lo cual contaba con una clientela propia.
Al fallecer Raffin la empresa se disuelve en 1929 y Nina decide retirarse pero es su hijo quien la motiva a continuar con una nueva empresa de moda con su nombre. Robert Ricci había estudiado psicología de ventas y análisis de mercado y antes de cumplir los 25 años creó su propia agencia de publicidad. Aunque no le gustaba el mundo de la moda, sino el de la mercadotecnia y la publicidad, al asociarse cada uno aportó lo que sabía hacer: Nina, la parte creativa del diseño y su hijo vender. Fue idea de Robert fundar la marca Nina Ricci en 1932 y orientar la producción hacia la alta costura. Alquiló una habitación en el n.º 20 de la rue des Capucines. Al principio tenían 25 costureras, dos años después el número se dobló y se amplió la zona de trabajo. En 1939 los salones Ricci ocupaban once plantas en tres edificios de la calle, la empresa era una de las más sólidas con 500 costureras y el edificio entero en propiedad.

Nina Ricci contó con mucha capacidad técnica para esculpir la tela directamente sobre el cuerpo de las modelos prescindiendo de los bocetos. Desde el primer desfile fue un suceso, logró atraer una gran clientela basada en los precios más accesibles que sus competidores perfección en la silueta, materiales de buena calidad y confección precisa de las prendas. Su estilo elegante y femenino atrajo a muchas actrices a la marca y hasta realizó vestuarios para obras de teatro. 

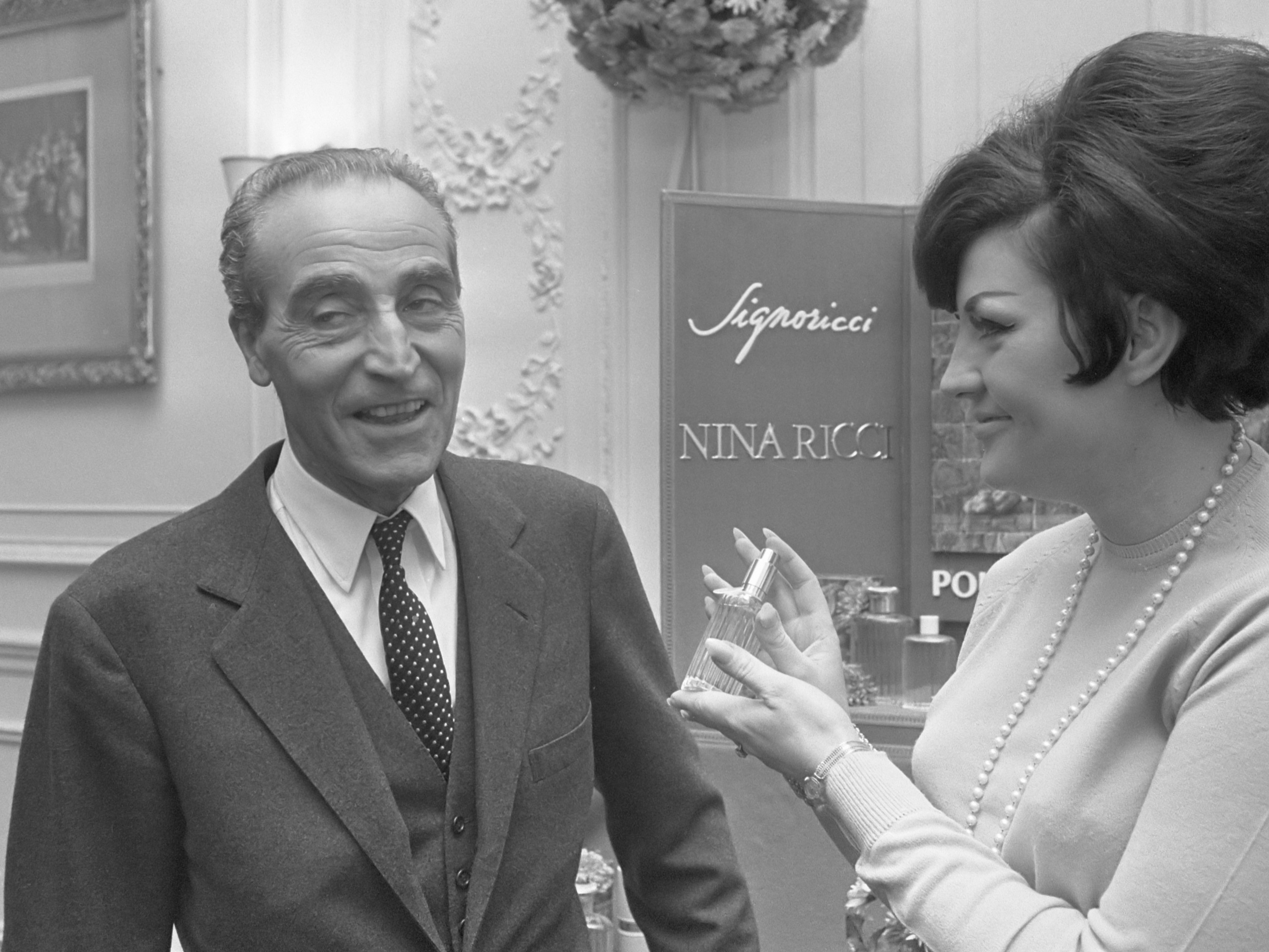
Robert Ricci en 1966.

Durante la Segunda Guerra Mundial, en la que Ricci tomó parte como oficial, compraron una granja en Anjou para poder comer la familia y todas las costureras. 
Pasado el bache de la guerra la firma Ricci dejó la costura en segundo plano y apostó por los perfumes. El primero que se lanzó fue Coeur Joie en 1946 resultando un éxito de facturación. Dos años después presentó L'Air du Temps, con dos palomas, símbolos del amor y la libertad, aparecieron en el frasco del emblemático perfume L'Air du Temps.en una botella diseñada por Marc Lalique, convirtiéndose en el segundo perfume más vendido en el mundo después del Número 5 de Coco Chanel.
A través de la internacionalización por los perfumes comenzó a exportar a Estados Unidos y a realizar desfiles en Nueva York y Washington, 
En 1948 fue galardonada como Caballero de la Legión de Honor por el gobierno francés.
En cuanto a la moda, en 1950, Nina Ricci por consejo de su hijo decidió rodearse de diseñadores más jóvenes en 1954 contrató al belga Jules-François Crahay logrando el reconocimiento internacional en los diseños. Cuando Nina decide retirarse del proceso creativo es Crahay quien queda a cargo. Le reemplazó en 1964 Gérard Pipart quien permaneció en la casa durante 35 años hasta su jubilación.
El 29 de noviembre de 1970 a los 87 años falleció Nina Ricci en París, y recibió sepultura en el cementerio de Courances. Había pasado parte de su vida en una casa art decó a la orilla de Dossen y hasta el final de sus días asistió a los desfiles de moda luciendo valiosas joyas realizadas por su marido.
En agosto de 1988 a los 83 años murió su hijo Robert Ricci.
Diez años más tarde, en 1998 la firma Nina Ricci fue adquirida por la compañía de moda y perfumes Puig que continúa comercializando perfumes con su nombre.